# Чирянка андійська
Чирянка андійська (Anas andium) — вид водоплавних птахів родини качкових (Anatidae). Поширений в Південній Америці.

## Поширення
Вид поширений на високогір'ї Анд у Колумбії, Венесуелі та Еквадорі, на висоті між 2600 і 4300 м. Мешкає в прісноводних заболочених місцях.

## Підвиди
Виділяють два підвиди:
- Anas andium altipetens (Conover, 1941) — високогір'я північно-західної Венесуели та прилеглих частин Колумбії.
- Anas andium andium (Sclater & Salvin, 1873) — високогір'я Колумбії та Еквадору.

## Опис
Качка завдовжки від 38 до 43 см. Зверху має темно-коричневе оперення, а знизу і на голові сіре. Груди світліші з чорними плямами. Дзьоб темно-сірий. Під час польоту помітно зелене дзеркало з рудим заднім краєм.